# Казагићи (Ново Горажде)
Казагићи су насељено мјесто у општини Ново Горажде, Република Српска, БиХ. Према попису становништва из 2013. насеље више нема становника.

## Историја
Прије рата, насеље се у потпуности налазило у саставу предратне општине Горажде. Послије потписивања Дејтонског споразума, дио његове територије улази у састав Републике Српске.

## Становништво
Према званичним пописима, Казагићи су имали сљедећи етнички састав становништва:
| Националност | 1991.        | 1981.        | 1971.        |
| Муслимани    | 224 (97,39%) | 148 (96,73%) | 123 (100,0%) |
| остали       | 6 (2,609%)   | 0            | 0            |
| Југословени  | 0            | 5 (3,268%)   | 0            |
| Укупно       | 230          | 153          | 123          |

| Демографија | Демографија | Демографија |
| Година      | Становника  | Становника  |
| ----------- | ----------- | ----------- |
| 1971.       | 123         |             |
| 1981.       | 153         |             |
| 1991.       | 230         |             |
| 2013.       | 0           |             |